# Isopropile

Rappresentazione di un gruppo isopropilico legato ad un radicale R.

In chimica organica, l'isopropile (o gruppo isopropilico) è un isomero del propile, il gruppo funzionale alchile ha 3 atomi di carbonio.
Il gruppo isopropilico ha formula CH3-CH+-CH3.
Come isomero alchilico del propene, il legame al gruppo R ricade sul secondo atomo di carbonio.
L'isopropile è chiamato 1-metiletile secondo la nomenclatura IUPAC.